# 江別市立野幌若葉小学校
江別市立野幌若葉小学校（えべつしりつ のっぽろわかばしょうがっこう）は、北海道江別市野幌若葉町にある市立小学校。
卒業した児童は、公立中学校であれば江別市立野幌中学校に進学する。

## 沿革
- 1983年（昭和58年）
  - 7月26日 - 校舎建築工事着手。
  - 8月29日 - 校名決定。
- 1984年（昭和59年）
  - 2月15日 - 校舎落成（普通教室12､ 特別教室6、体育館､ 管理部門）。
  - 4月1日 - 江別第二小学校から分離し、開校。開校時点の学級数12、児童数461名。
  - 5月13日 - PTA設立。
  - 7月20日 - 外溝工事完了。
  - 9月9日 - 開校記念式典挙行。
  - 9月14日 - 校章、校歌制定。
- 1988年（昭和63年）6月13日 - レンガレリーフ花壇設置（6年生製作）。
- 1989年（平成元年）7月18日 - プール完成。
- 1990年（平成2年）
  - 6月25日 - プール上屋設置。
  - 7月9日 - 「トリムの森」完成。
- 1992年（平成4年）
  - 1月10日 - 増築校舎工事（図画工作室、図書室、普通教室3）。
  - 6月10日 - ファクシミリ設置。
  - 9月12日 - 学校週五日制（第2土曜日）開始。
- 1993年（平成5年）
  - 6月6日 - 開校10周年記念運動会開催。
  - 8月31日 - 開校10周年校舎航空写真と全校児童集合写真撮影実施。
  - 9月7日 - グランド暗渠工事完了。
  - 9月26日 - 開校10周年記念学芸発表会開催。
  - 12月5日 - 10周年記念式典挙行し、若葉小祭り開催。記念誌発行。
- 1995年（平成7年）4月1日 - 学校週五日制（第2、第4土曜日）開始。
- 1997年（平成9年）4月1日 - 図書室を普通教室に改造。
- 2000年（平成12年）
  - 7月14日 - グランド散水栓設置。
  - 8月8日 - 受水槽取替完了。
- 2001年（平成13年）
  - 6月8日 - 体育館屋根塗装。
  - 7月25日 - コンピュータ設置（児童用20台、教師用1台、周辺機器）。
- 2003年（平成15年）8月26日 - 開校20周年記念航空写真撮影。
- 2004年（平成16年）
  - 2月2日 - 開校20周年記念誌発行。
  - 8月19日 - 体育館外壁改修。
- 2005年（平成17年）
  - 3月12日 - 音楽室カーペット取替え。
  - 6月1日 - 心の相談員配置。
- 2006年（平成18年）
  - 4月1日 - 「若葉小守り隊」発足13名。
  - 8月20日 - コンピュータ35台入れ替え。
- 2007年（平成19年）
  - 8月6日 - 職員玄関オートロック取付。
  - 8月11日 - 体育館ステージ幕取替。
- 2008年（平成20年）8月1日 - 放送室スタジオ改修工事。
- 2009年（平成21年）
  - 4月1日 - 特別支援補助員配置。
  - 5月15日 - 児童会でエコキャップ収集活動開始。
  - 10月10日 - プール改修。
- 2010年（平成22年）
  - 3月31日 - 体育館放送機器取替。
  - 9月14日 - 野球少年団（ベアーズ）物置設置（教育委員会所管）。
- 2011年（平成23年）6月18日 - 「食育の日」実施。
- 2012年（平成24年）
  - 4月1日 - 特別支援学級2学級開設（知的・情緒各1学級）。
  - 8月6日 - グランド簡易暗渠工事。
  - 9月21日 - 校舎内全トイレ大規模改修工事完了（多目的トイレ2か所設置）。
  - 10月31日 - 校庭にジャングルジム設置。
- 2013年（平成25年）
  - 6月28日 - 航空写真・全校集合写真撮影。
  - 9月13日 - 開校30周年記念全校集会開催。
  - 12月16日 - パソコン室の機器入れ替え。
- 2014年（平成26年）
  - 2月3日 - 開校30周年記念誌配付。
  - 4月1日 - 特別支援生活介助員配置。ICT機器（電子黒板、書画カメラ）を全学級に配置。
  - 9月30日 - 野幌若葉小いじめ防止基本方針策定。
- 2015年（平成27年）
  - 2月5日 - 特別支援学級にシャワーと温水栓を設置。
  - 4月1日 - 難聴学級開設。
  - 8月10日 - 放送設備更新。
  - 8月18日 - 特別支援補助員複数配置。
  - 12月18日 - グラウンド防球フェンス更新。
  - 12月24日 - 野球少年団（ベアーズ）解団によりグラウンド物置を移譲。
- 2016年（平成28年）
  - 7月28日 - 職員用校務パソコン7台更新。
  - 8月7日 - 体育館非構造部材改修工事終了（バスケットゴール更新・水銀灯耐震工事）。
  - 8月8日 - 体育館ボイラー更新（取替）。
- 2017年（平成29年）
  - 4月1日 - 難聴学級解消。
  - 11月4日 - グラウンドバックネット・校舎側フェンス老朽化のため撤去。
  - 12月1日 - 最後の『若葉小フェスティバル』開催。
- 2018年（平成30年）
  - 8月12日 - キュービクル（高電圧受電盤）更新。
  - 8月16日 - グラウンドバックネット更新。
  - 9月5日 - 台風21号により、校地内倒木三十数本、フェンス倒壊等の被害が出た。
- 2019年（令和元年）
  - 6月12日 - 屋外鉄棒修理。
  - 7月16日 - 職員室パソコン15台入替。
  - 7月29日 - グラウンドフェンス修理。
  - 10月15日 - 通学路一部変更（野幌駅前南大通り）。
  - 11月22日 - パソコン教室のパソコン更新。
- 2020年（令和2年）
  - 4月20日 - 新型コロナウイルス感染症感染防止対策のため、5月31日まで臨時休業。
  - 6月1日 - 学校再開。
  - 10月 - GIGAスクール構想整備開始。
- 2021年（令和3年）3月 - GIGAスクール構想整備年度内分完了。

## 学校教育目標
自ら考え すすんで学ぶ子
心豊かで 共に生きる子
心身共に健康で鍛える子